# Сполатбог, Евгений Николаевич
Евгений Николаевич Сполатбог (1884—1933) — русский офицер, герой Первой мировой войны, участник Белого движения.

## Биография
Из потомственных дворян. Сын полковника.
Окончил Александровский кадетский корпус (1902) и Константиновское артиллерийское училище (1905), откуда выпущен был подпоручиком в 3-й мортирный артиллерийский полк.
11 июля 1905 года переведен во 2-й мортирный артиллерийский дивизион, а 9 мая 1907 года — во 2-й Восточно-Сибирский мортирный артиллерийский дивизион. Произведен в поручики 11 сентября 1907 года. 21 ноября 1910 года переведен в 7-ю Сибирскую стрелковую артиллерийскую бригаду, а 5 июля 1912 года — в 22-й мортирный артиллерийский дивизион. Произведен в штабс-капитаны 31 августа 1911 года. В 1914 году прикомандирован к Константиновскому артиллерийскому училищу в качестве младшего офицера.
С началом Первой мировой войны был переведен в 1-ю Финляндскую стрелковую артиллерийскую бригаду. Награждён Георгиевским оружием за отличие в боях 2—3 октября 1915 года на реке Нараювке. Произведен в капитаны 9 апреля 1916 года «за выслугу лет».
В Гражданскую войну участвовал в Белом движении на Восточном фронте. С 1 июня 1919 года был назначен помощником начальника Омского артиллерийского училища, в январе 1920 года — командир дивизиона (помощник по строевой части) 1-го артиллерийского училища во Владивостоке. Полковник.
В эмиграции в Китае. Умер в 1933 году в Мукдене.

## Награды
- Орден Святого Станислава 3-й ст. (ВП 29.08.1910)
- Орден Святой Анны 3-й ст. (ВП 6.12.1914)
- Орден Святого Станислава 2-й ст. (ВП 22.03.1915)
- Орден Святой Анны 2-й ст. (ВП 6.12.1915)
- Георгиевское оружие (ПАФ 25.11.1917)